# Нижнє Жданово
Нижнє Жданово (рос. Нижнее Жданово) — присілок в Желєзногорському районі Курської області Російської Федерації.
Населення становить 51 особу. Входить до складу муніципального утворення Нижньождановська сільрада.

## Історія
Населений пункт розташований на території українського етнічного та культурного краю Східна Слобожанщина.
Від 2004 року входить до складу муніципального утворення Нижньождановська сільрада.

## Населення
| 1883 | 1905 | 1979 | 2002 | 2010 |
| ---- | ---- | ---- | ---- | ---- |
| 408  | ↘220 | ↘75  | ↘54  | ↘51  |